# Jössertorstraße 4/6

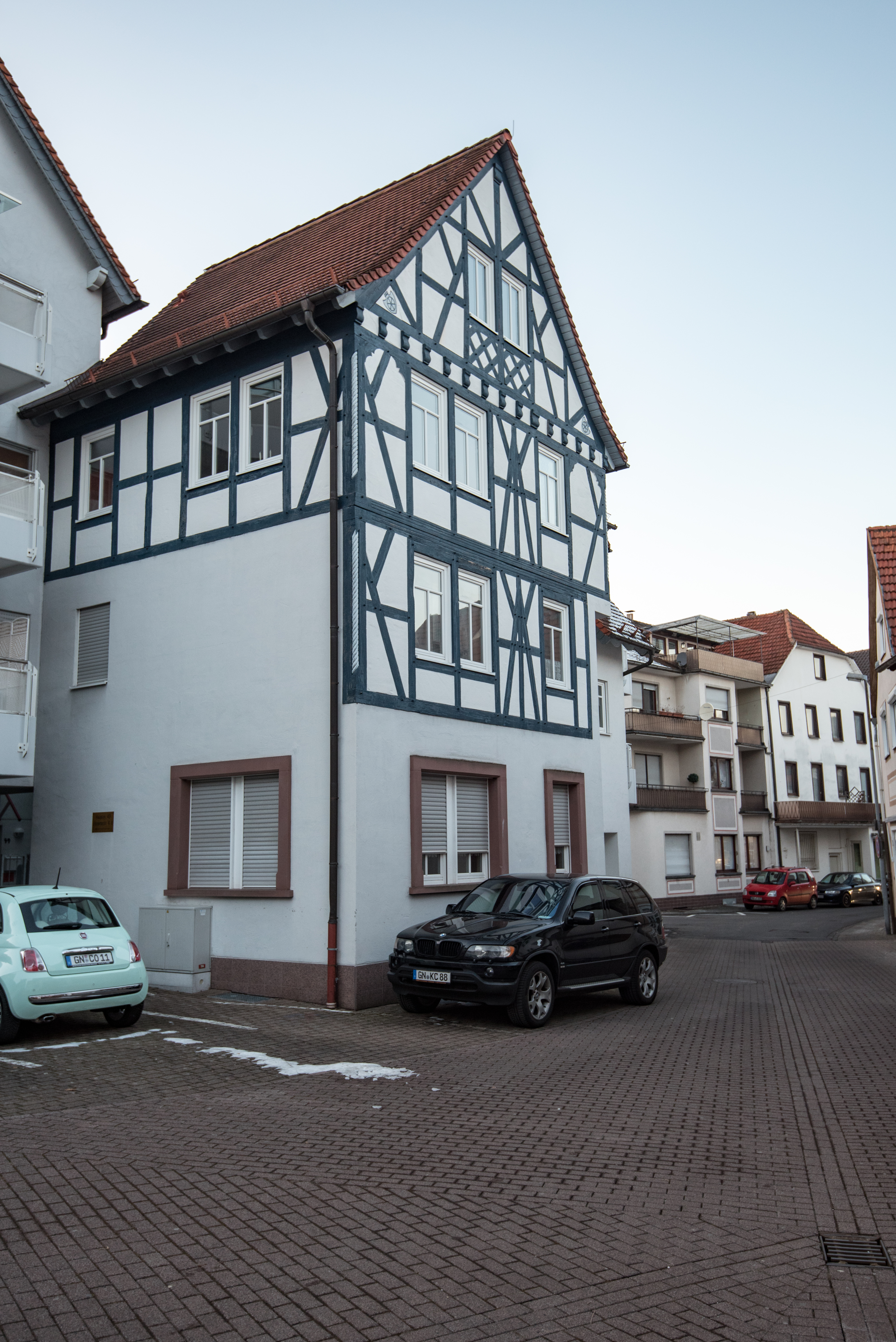
Haus Jössertorstraße 4/6 in Bad Orb

Das Gebäude Jössertorstraße 4/6 in Bad Orb, einer Kurstadt im Main-Kinzig-Kreis in Hessen, wurde im 17. Jahrhundert errichtet. Das Fachwerkhaus ist ein geschütztes Kulturdenkmal.
Das zweigeschossige, giebelständige Wohnhaus mit massivem Erdgeschoss und ebenso massiven Traufseiten des ersten Obergeschosses besitzt ein Satteldach mit Aufschiebling. Die zwei Fachwerkgeschosse sind mit Taustäben an den Eckständern, Mannfiguren, V-Streben und geschweiften Kopfeckblättern geschmückt. Das Dachgeschoss auf profilierten Balkenköpfen wurde erneuert.